# Can Bonomo
Can Bonomo (ur. 16 maja 1987 w Izmirze) – turecko-żydowski piosenkarz i inżynier dźwięku, reprezentant Turcji w 57. Konkursie Piosenki Eurowizji (2012).

## Życiorys

### Wczesne lata
Urodził się w Izmirze w rodzinie Sefardyjczyków, której przodkowie przeprowadzili się z Hiszpanii do Turcji w XV wieku.
Zaczął interesować się muzyką w wieku ośmiu lat, kiedy zaczął uczyć się gry na gitarze za namową swojego sąsiada. Podczas nauki w liceum grał w kilku zespołach muzycznych, z którymi występował na koncertach w Izmirze i Stambule. Na początku swojej kariery wyruszył ze swoimi dwoma znajomymi w podróż po Europie, w trakcie której grali zarobkowo.
W wieku siedemnastu lat przeprowadził się do Stambułu, gdzie zaczął pracować jako inżynier dźwięku. W tym samym czasie studiował na Wydziale Filmowo-Telewizyjnym Uniwersytetu Bilgi oraz pracował jako DJ w rozgłośniach radiowych takich, jak Radyo Klas, Number One FM i Radio N101. Po zakończeniu pracy w radiu zaczął rozwijać się jako producent telewizyjny programów rozrywkowych na kanałach Number One TV i MTV.

### Kariera

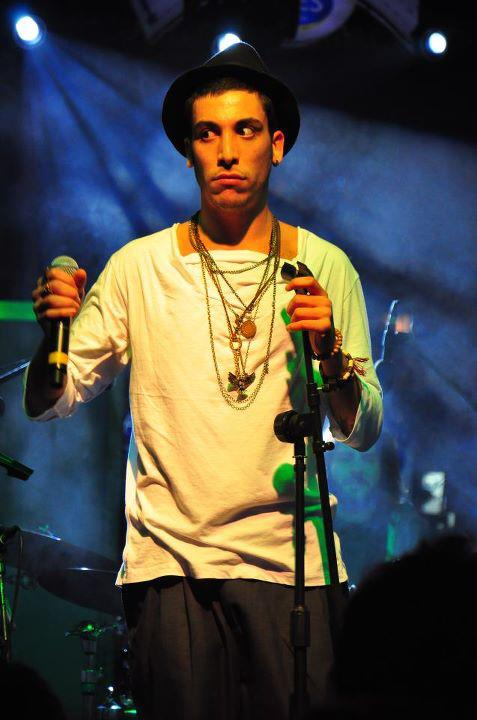
Can Bonomo podczas koncertu, 2011

W 2009 rozpoczął karierę solową i zaczął nagrywanie materiału na swój debiutancki album. W tym czasie wysłał swoje demo do producenta i reżysera musicali, Bertana Cana Sabana, który ostatecznie zaproponował mu współpracę oraz został producentem i twórcą aranżacji na albumie. Debiutancki krążek studyjny piosenkarza, zatytułowany Meczup, miał swoją premierę w styczniu 2011. Duet założył także własną firmę Can Biraderler.
W styczniu 2012 Bonomo został ogłoszony reprezentantem Turcji podczas 57. Konkursu Piosenki Eurowizji w Baku. 22 lutego zaprezentował swoją konkursową piosenkę „Love Me Back”. 24 maja wystąpił w drugim półfinale konkursu i z piątego miejsca zakwalifikował się do finału rozgrywanego 26 maja. Zajął w nim siódme miejsce ze 112 punktami na koncie, w tym m.in. z maksymalną notą 12 punktów od Azerbejdżanu. W grudniu wydał swój drugi album studyjny, zatytułowany Aşktan ve gariplikten, na którym znalazło się jego trzynaście autorskich utworów. Album promowany był singlem „Ali Baba”.
W grudniu 2014 wydał trzeci album, zatytułowany Bulunmam gerek.

## Dyskografia

### Albumy studyjne
- Meczup (2011)
- Aşktan ve gariplikten (2012)
- Bulunmam gerek (2014)